# ГЕС Летсі
ГЕС Летсі (швед. Letsi) — гідроелектростанція на півночі Швеції. Знаходячись після ГЕС Аккатс, становить нижній ступінь у каскаді на Лілла-Лулеельвен, найбільшій (правій) притоці річки Лулеельвен, яка впадає у Ботнічну затоку Балтійського моря біля міста Лулео.
В межах проекту річку перекрили кам'яно-накидною греблею висотою 85 метрів та довжиною 350 метрів, яка утримує водосховище з припустимим коливанням рівня поверхні в діапазоні 4,7 метра.
Підземний машинний зал станції спорудили біля греблі у лівобережному масиві. Він обладнаний трьома турбінами типу Френсіс загальною потужністю 486 МВт, що при напорі у 135 метрів забезпечують виробництво 1,8 млрд кВт-год електроенергії на рік.
Відпрацьована вода надходить у відвідний тунель довжиною 5,8 км, який на завершальному етапі переходить у відкритий канал довжиною 0,4 км. Він транспортує воду не до Лілла-Лулеельвен, а до створеного на Лулеельвен водосховища Стора-Лулеельвен, яке працює на ГЕС Порсі (можливо відзначити, що Лілла-Лулеельвен природним шляхом впадає до того ж сховища, проте для відвідної деривації обрали найкоротший маршрут).
Диспетчерський центр для управління всім каскадом компанії Vattenfall на Лулеельвен розміщено у Vuollerim.